# Iftar

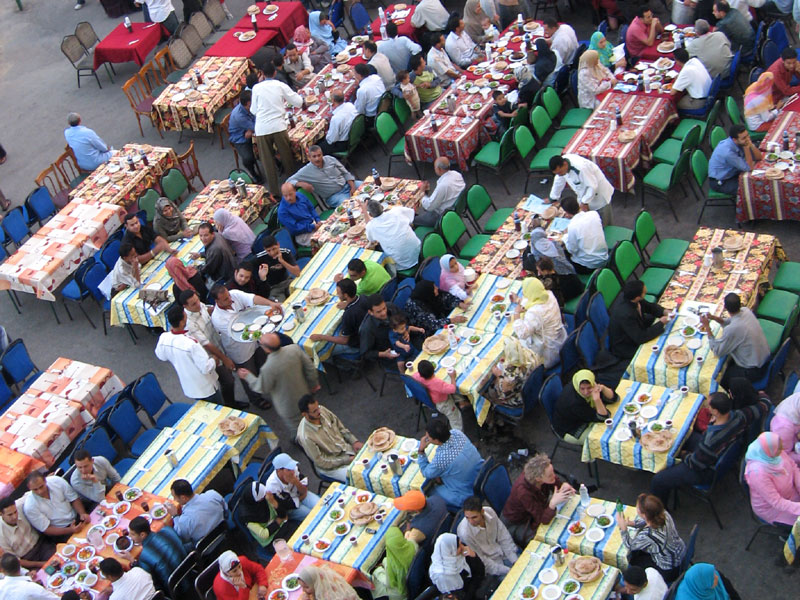
Comida durante el Ramadan conocida como iftar

El iftar (en árabe: إِفْطَار‎, romanizado: ʔifṭār, lit. 'Cena, desayuno, comida despues del ayuno'), se refiere a la comida nocturna con la que se rompe el ayuno diario durante el mes islámico del Ramadán. El iftar durante el Ramadán se hace de manera comunitaria, con grupos de musulmanes que se reúnen para romper el ayuno. El iftar tiene lugar justo después del maghrib (puesta de sol). Tradicionalmente, el primer alimento que se consume al romper el ayuno es un dátil.

## Indonesia
En Indonesia el iftar se conoce como buka, que significa ‘abrir’. En los mercados pueden encontrarse varios alimentos especiales para el iftar, incluyendo dátiles, que son muy populares, así como platillos y bebidas regionales como el kolak. La mayoría de ellos sólo están disponibles durante el Ramadán. La hora del Maghrib se señala con el beduk, un tambor indonesio tradicional. Poco antes del mahgrib suelen registrarse embotellamientos de tránsito. En ocasiones la gente invita a grupos de huérfanos a participar en la comida. Terminado el iftar la gente se dirige a la mezquita para las oraciones de Isha y Tarawih, que en Indonesia suelen ir acompañadas de un sermón.

## Pakistán
En Pakistán casi todas las actividades se detienen para regocijarse por algunos minutos, tras sonar las campanas y sirenas anunciando el iftar, principalmente en las mezquitas y centros comunitarios. Las preparaciones para el iftar se inician con unas tres horas de anticipación en los hogares y puestos a la orilla de los caminos. Se consumen delicias tales como los yalebis, las samosas, las pakoras y los [namak paray, junto con las tradicionales dátiles y agua. El rooh afza es la bebida que con más frecuencia se saborea durante el iftar.

## Estados Unidos
En Estados Unidos se realizan comidas de iftar en las universidades, invitándose a estudiantes de cualquier credo. El Departamento de Estado celebra una comida anual de iftar para líderes de las comunidades y grupos de fe, así como diplomáticos extranjeros

## Trinidad y Tobago
En Trinidad y Tobago, 6% de la población es musulmana. El iftar se realiza tradicionalmente en la mezquita y las personas se sientan en las mesas juntos. La comida incluye arroz, roti, cabrito, cordero y alloo.